# كيكو تودا
كيكو تودا (باليابانية: 戸田恵子) هي مغنية وراوية ‏ وممثلة يابانية، ولدت في 12 أيلول/سبتمبر 1957 بناغويا في اليابان.

## الأعمال

### أفلام
| السنة | العنوان            | الدور       |
| ----- | ------------------ | ----------- |
| 1989  | كيكي لخدمة التوصيل |             |
| 1997  | وقت الراديو        | نوكو سينبون |
| 2007  | غيغيغي نو كيتارو   |             |

### مسلسلات
| السنة | العنوان           | الدور         |
| ----- | ----------------- | ------------- |
| 2010  | واغايا نو ريكيشي  | شيزوكو كاساغي |
| 2023  | طاهية دار المايكو | كيمي ساكوراي  |

## روابط خارجية
- كيكو تودا على موقع IMDb (الإنجليزية)
- كيكو تودا على موقع ألو سيني (الفرنسية)
- كيكو تودا على موقع ميوزك برينز (الإنجليزية)
- كيكو تودا على موقع أول موفي (الإنجليزية)
- كيكو تودا على موقع قاعدة بيانات الأفلام السويدية (السويدية)
- كيكو تودا على موقع أول ميوزيك (الإنجليزية)
- كيكو تودا على موقع ديسكوغز (الإنجليزية)
- كيكو تودا على موقع قاعدة بيانات الفيلم (الإنجليزية)
- كيكو تودا على موقع كينوبويسك (الروسية)
- كيكو تودا على موقع ANN person (الإنجليزية)